# Joseph Folahan Akinola
Joseph Folahan Akinola (født 1. februar 1990) er en nigeriansk fodboldspiller, der har spillet i Vejle Boldklub . 

## Profil
Akinolas foretrukne position er på den defensive midtbane.
Han blev hentet til Vejle Boldklub fra Vejle Football Academy i Nigeria. Akinola og Chidi Dauda Omeje var de to første spillere, der kom til klubben fra det afrikanske akademi.
Siden sommeren 2008 var Joseph Akinola Folahan tilknyttet U-truppen, men i vinteren 2009 blev han rykket op i A-truppen som seniorspiller. Han har flere gange siddet på bænken for Vejle Boldklub i  SAS Ligaen.
Som følge af en række skader fik Joseph aldrig chancen på Vejle Boldklubs førstehold. Kontrakten med Vejle Boldklub blev i december 2010 ophævet.